# Naso mcdadei
Naso mcdadei är en fiskart som beskrevs av Johnson 2002. Naso mcdadei ingår i släktet Naso och familjen Acanthuridae. IUCN kategoriserar arten globalt som livskraftig. Inga underarter finns listade i Catalogue of Life.